# صوفيا كوفاليفسكايا
ولدت صوفيا كوفاليفسكايا (بالروسية :Софья Васильевна Ковалевская) في 15 كانون الثاني (يناير) عام 1850، وتوفيت في 10 شباط (فبراير) عام 1891. كانت أول عالمة رياضيات روسيّة رائدة، مسؤولة عن إسهامات مبدعة ومهمة في التحليل والمعادلات التفاضلية وفي الميكانيكا. كما كانت أول امرأة عينت بأستاذية كاملة في شمال أوروبا. بعد انتقالها إلى السويد أسمت نفسها سونيا.

## السنوات الأولى
ولدت صوفيا كوفاليفسكايا في موسكو، وهي الثانية بين ثلاثة أطفال. والدها هو فاسيلي فازيليفيتش كورفين كروكوفسكى، كان ملازماً برتبة جنرال في سلاح المدفعية، خدم في الجيش الروسي الملكي. والدتها هي يليزافيتا فيدوروفنا، عالمة من أصل ألماني؛ جدير بالذكر أن جدة صوفيا كانت رومانيّة. كان للأسرة الفضل في تغذية اهتمام صوفيا بالرياضيات، إذ عينوا لها مدرّساً خصوصياً وهو ستارنوليوبسكي (وقد عرف عنه دفاعه عن تعليمٍ أفضل للنساء)؛ وقد علّمها التفاضل والتكامل.
على الرغم من موهبتها الواضحة في الرياضيات، إلا أنها لم تستطع إكمال دراستها في روسيا. في ذلك الوقت، لم يكن مسموحاً للنساء بالالتحاق بالجامعات. كما كان يطلب من أي امرأة ترغب في إكمال دراستها في الخارج إذن مكتوب من الوالد أو الزوج. لذا عقدت صوفيا زواجاً زائفاً من فلاديمير كوفاليفسكي، وهو طالب علم حفريات شاب، أصبح فيما بعد مشهوراً لتعاونه مع تشارلز داروين. غادرت صوفيا روسيا مع زوجها عام 1867.

## سنوات الدراسة
عام 1869، التحقت صوفيا بجامعة هايدلبرغ في ألمانيا، حيث سُمح لها بالحضور مستمعةً في المحاضرات طالما منحها الأساتذة المعنيون موافقتهم. بعد ذلك بفترة قصيرة، زارت لندن مع فلاديمير، وهناك أمضت وقتها في حضور الصالونات الأدبية الخاصة بالأديبة جورج إليوت، في حين أمضى فلاديمير وقته مع زملائه توماس هنري هكسلي وتشارلز داروين. قابلت صوفيا هيربرت سبينسر في إحدى اللقاءات ودفعت إلى مناظرة عن قدرة المرأة على التفكير المجرد بتحريض من إليوت. كانت جورج إليوت تكتب في حينها ميدلمارش.
أمضت صوفيا عامين دراسيين في جامعة هايدلبرغ، حيث استعمت لمحاضرات كبار المدرسين مثل هرمان فون هلمهولتز وغوستاف روبرت كيرشوف وبنسن، انتقلت بعدها إلى برلين، حيث أضطرت لأخذ دروس خصوصية على يد كارل ويرستراس، إذ لم تسمح لها الجامعة بأن تحضر المحاضرات مستمعةً.
في عام 1874 قدمت ثلاثة أوراق علمية في جامعة غوتينغن عن معادلة تفاضلية جزئية وديناميكية حلقات زحل وعن التكامل بيضاوي الشكل كرسالة لنيل درجة الدكتوراة. وقد حققت لها هذه الدراسات شهادة الدكتوراة في الرياضيات بتفوق، متجاوزة بذلم المحاضرات والامتحانات العادية المطلوبة. وبذا أصبحت أول امرأة في أوروبا تحصل على هذه الشهادة. تتضمن دراستها عن المعادلة التفاضلية الجزئية ما يعرف الآن بنظرية كوشي كوفالفسكي، التي توضّح شروط وجود حلول لفئة معينة من تلك المعادلات.

## السنوات الأخيرة في ألمانيا والسويد
عاد آل كوفالفسكى إلى روسيا، لكنهم فشلوا في تأمين درجاتهم كأساتذة بسبب معتقداتهم السياسية المتطرفة أو قد يعود السبب إلى كون شهاداتهم صادرة من ألمانيا. لذا عادوا محبطين إلى ألمانيا. عاش الزوجان عدة سنوات معاً كزوجين فعليين. في ذلك الوقت ولدت ابنتهم صوفيا (سميت فوفا). استأنفت صوفيا عملها في الرياضيات بعد أن عهدت بابنتها لأختها، وتركت فلاديمير.

## وصلات خارجية
- صوفيا كوفاليفسكايا على موقع الموسوعة البريطانية (الإنجليزية)